# Eurowings
Eurowings GmbH — німецька бюджетна авіакомпанія, що базується в Дюссельдорфі. Є одним з дочірніх підрозділів авіаційного холдингу Lufthansa Group. До жовтня 2014 року виконувала внутрішні регіональні та деякі європейські рейси під брендом Lufthansa Regional, після чого почала працювати від імені Germanwings.
Вузловими аеропортами авіакомпанії є аеропорти Дюссельдорфа і Гамбург.
У жовтні 2015 року Lufthansa запустить нового низькотарифного перевізника, створеного на базі Eurowings шляхом злиття з Germanwings. Після реструктуризації об'єднана авіакомпанія буде працювати під брендом Eurowings і використовувати флот і маршрутну мережу Germanwings. Передбачається, що надалі мережа нового лоукостера буде розширюватися і далі шляхом відкриття далекомагістральних рейсів з використанням широкофюзеляжних літаків. Першою закордонною базою аеропорту стане аеропорт Відня.

## Історія

### Перші роки
Компанія заснована в 1993 році, об'єднанням двох авіакомпаній, що базуються в Нюрнберзі і Дортмунді, 1 січня 1994 року починає здійснювати польоти. 1 січня 2001 року компанія Deutsche Lufthansa AG купила 24,9% акцій Eurowings. Починаючи з березня 2001 року Eurowings стає партнером Lufthansa.

## Флот

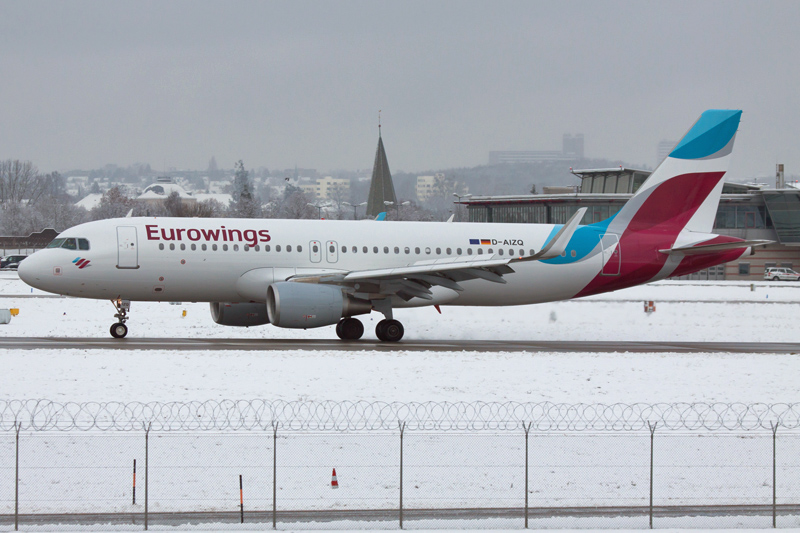
Airbus A320-200 в новій лівреї Eurowings

Флот на січень 2019: